# Takeshi Tsuruno
Takeshi Tsuruno (つるの 剛士, Tsuruno Takeshi, nome real: 靏野 剛士, 26 de maio de 1975 –) é um ator, tarento, DJ e músico japonês.
Tsuruno é ex-membro do grupo Shuchishin e deu inicio de sua carreira solo além de lançar álbuns tais como Tsuruno Uta e  Tsuruno oto que juntos já venderam mais de 500.000 cópias. Tsuruno Uta lançado em 2009 alcaçou a primeira posição no ranking semanal da Oricon.

## Atuações
Como ator Takeshi Tsuruno participou de:
- Mega Monster Battle: Ultra Galaxy Legends - The Movie
- Atashinchi no danshi
- Superior Ultraman 8 Brothers
- Odaiba tantei Shûchishin: Hexagon satsujin jiken
- Ultraman Tiga: The Movie
- Urutoraman Tiga & Urutoraman Daina: Hikari no hoshi no senshi tachi
- Urutoraman Daina